# Febre (mitologia)

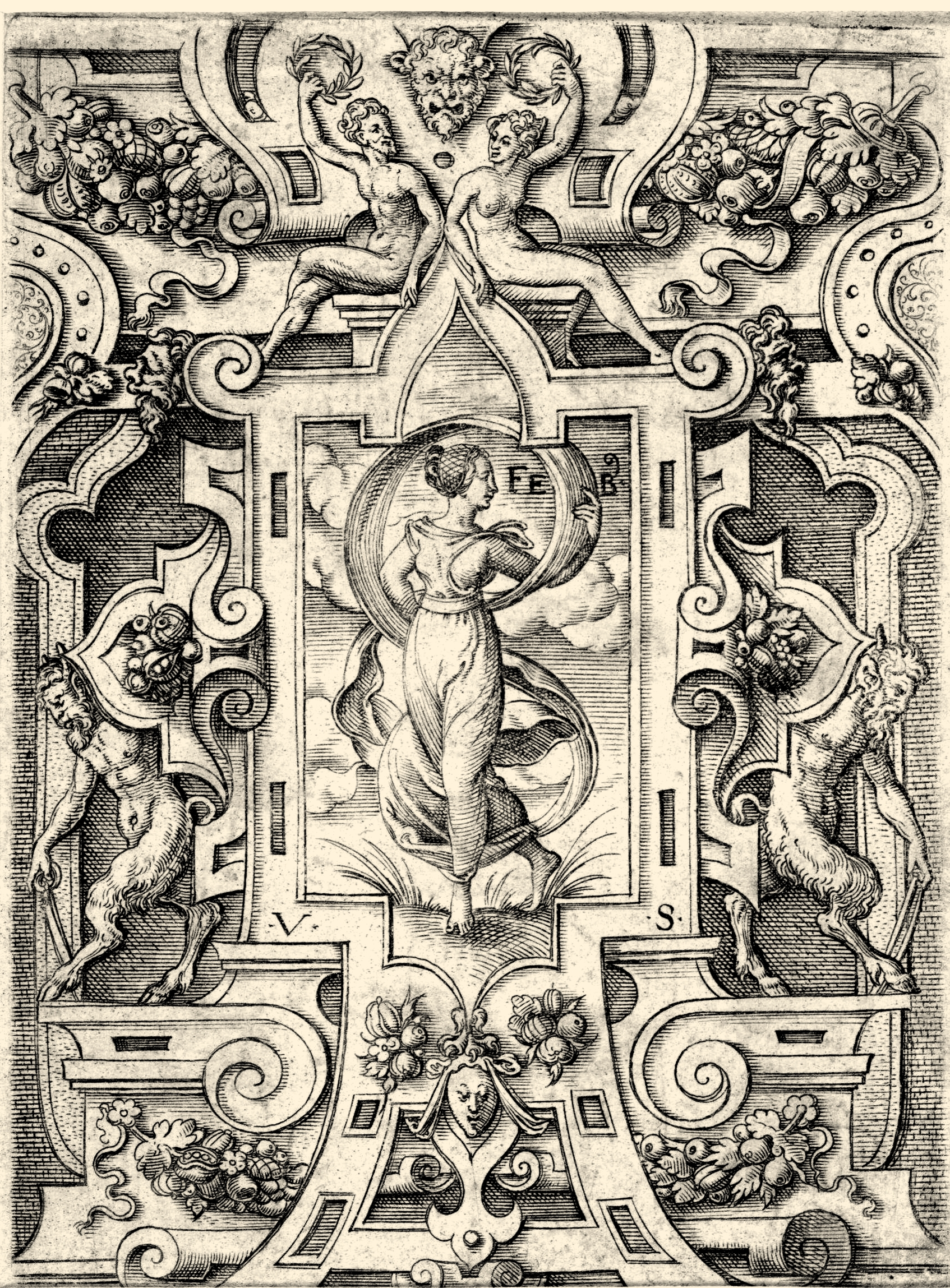
Febris, por Virgil Solis, da sua série Doze Mulheres Mitológicas.

Febre (em latim: Febris), na mitologia romana, foi uma deusa que encarnava, mas também protegia, pessoas da febre e malária. Febre tinha três templos em Roma, um estava situado no Palatino, outro no monte Vélia e o terceiro no Quirinal (Templo de Febre). Ela pode ter se originado do deus romano Fébruo. Segundo a Apocolocíntose de Sêneca, os atributo de Febre eram a sagacidade e honestidade.